# برویند (ویرجینیای غربی)
برویند(به انگلیسی: Berwind) شهری در ایالت ویرجینیای غربی کشور ایالات متحده آمریکا است که جمعیت آن در سرشماری سال ۲۰۱۰ میلادی، ۲۷۸ نفر بوده‌است.